# Моли горностаевые
Моли горностаевые (лат. Yponomeutidae) — семейство молевидных чешуекрылых. В состав семейства входят около 600 видов.

## Описание
Мелкие или средней величины бабочки с размахом крыльев 6—28 мм. Голова покрыта волосовидными чешуйками, прижатыми на лбу, направленными вперед на темени и торчащими в виде хохолка на затылке. Усики короче переднего крыла, 2-й членик губных щупиков короче 3-го. Крылья ланцетовидно-овальные, преимущественно с точечным рисунком. Яйцеклад практически не выражен. Бабочки сидят в характерной позе: параллельно субстрату с плотно прижатыми усиками. Гусеницы 1-го возраста часто минируют листья и стебли кормового растения, затем питаются открыто, образуя паутинные гнезда на ветках. Куколки располагаются в одиночных или склеенных пачками коконах в паутинных гнездах. Зимуют гусеницы 1-го возраста на коре кормового растения под «щитком», образуемым выделениями, которыми она покрывает яйцекладку.

## Распространение
Распространены повсеместно, но большая часть распространена в тропиках. В России и сопредельных странах 10 родов, более 50 видов.

## Экология
Представители семейства — фитофаги, ряд видов вредит плодовым и лесопарковым культурам.
Гусеницы плетут общественную паутину, на которой вместе развиваются множество гусениц, и наносят незначительный вред сельскому хозяйству, лесоводству и растениеводству.